# 嚴嘉欣
嚴嘉欣（英文藝名：Mira；中文藝名咪拉；韓文藝名：미라，1992年10月7日—），香港網絡紅人，現為全職YouTuber，現居韓國，曾就讀西江大學語學堂，曾就讀王肇枝中學，於2015年8月17日創立YouTube頻道，主要分享韓國資訊以及旅遊網誌。前往韓國之前曾任職JO MALONE。

## 經歷
- 於2015年8月23日上傳第一支影片。
- 於2018年4月訂閱人數突破50萬人。
- 由2016年6月開始當起全職YouTuber。[5]同年因獲得逾50萬訂閱者，成為第四位突破50萬訂閱者的香港粵語 YouTuber，被Google HK評為「年度香港成長最快的YouTube新星」。
- 2021年11月在韓國永登浦樂天商場開設了港式餐廳《香港食堂》[6]。
- 2022年1月認識加拿大溫哥華長大的韓國人Josh，並於9月在加拿大訂婚。
- 2023年3月與在加拿大藉韓國人Josh在愛民頓正式登記已婚。

## 外部連結
- YouTube上的Mira's Garden頻道
- 嚴嘉欣的Instagram帳戶
- 嚴嘉欣的Facebook專頁